# Francisco Armet
Francesc Armet de Castellví (Tarrasa, 5 de noviembre de 1892-Madrid, 23 de marzo de 1973), conocido como Francisco Armet y apodado Pakán, fue un futbolista español que jugaba como defensa.

## Carrera
Francisco Armet nació en una familia de la aristocracia catalana. Junto con sus hermanos menores Juan y Jordi (ambos delanteros), formó una de las estirpes de futbolistas más destacadas de principios del siglo XX en Cataluña. Nacido en Tarrasa, comenzó a jugar al fútbol en 1910 en el Universitary SC, jugando junto a su hermano menor, Juan. Tras dos temporadas en el club, fichó por el FC Barcelona en 1912, con el que jugó tan solo un año, pero a pesar de su corta estancia allí, consiguió ganar una Copa del Rey en 1912 tras ayudar al Barça a vencer 2-0 a Sociedad Gimnástica en la final.
Al finalizar la temporada de 1913, fue traspasado al Espanyol, con el que jugó durante seis temporadas, formando una brillante línea defensiva junto a Ricardo Zamora (portero) y Amadeo Puig y llegando a otra final de Copa del Rey en 1915, que perdió 0-5 ante el Athletic Club de Bilbao. Fue uno de los responsables de animar a Ricardo Zamora a empezar a jugar al fútbol, ya que no contaba con la simpatía de sus padres por jugar al fútbol, y de hecho, Zamora llegaría a debutar con el Espanyol en 1916. En la temporada 1916/17, Pakán se convirtió en el capitán del Espanyol, demostrando el gran respeto que sus compañeros y su jerarquía tenían por él sobre el terreno de juego.
Se retiró en 1919, pero todavía jugó algunos partidos amistosos al comienzo de la temporada 1923-24.

## Carrera internacional
Siendo jugador del Espanyol, fue convocado varias veces para jugar con la selección de Cataluña, y en mayo de 1916, formó parte de la selección catalana que ganó la segunda edición de la Copa del Príncipe de Asturias de 1916, competición interregional organizada por la RFEF.

## Honores

### Clubes
Barcelona
Copa del Rey:
- Campeones (1): 1912
- Subcampeón (1): 1915

### Internacional
Cataluña
Copa del Príncipe de Asturias:
- Campeones (1): 1916